# Adventure Island III
Adventure Island III (яп. 高橋名人の冒険島III, Takahashi Meijin no Bouken Jima III) (Острів Пригод III) — консольна гра жанру платформер з серії Adventure Island, розроблена і випущена компанією Hudson ексклюзивно для ігрової приставки NES. Вийшла на японському ринку 31 липня 1992 року і на північноамериканському — у вересні 1992 року. Стала п'ятою з семи ігор серії.
Як і попередні ігри серії, які вийшли на NES — Adventure Island і Adventure Island II, є двовимірний платформер. У плані геймплея дуже подібна на Adventure Island II.

## Сюжет
Подруга головного героя — Мастера Хіґінса, була викрадена інопланетянами і наш герой вирушає на її пошуки. Протягом багатьох рівнів йому прийдеться перебиратися з острова на острів (на кожному з яких свої особливості ландшафту, наприклад пустелі або хмари), в гонитві за літаючою тарілкою. Кожен раз судно прибульців буде вислизати в героя з-під носа, залишаючи після себе монстрів як босів. Шляхи можна скорочувати або вибирати більш зручний для себе маршрут, що надає грі нелінійність. Фінальна битва проходить на Острові Вулканів, в жерлі кратера.

## Геймплей і нововведення
Як і в попередніх частинах, гравець керує Мастером Хігінсом — повненький острів’янин в бейсболці і спідниці з листя. На рівнях необхідно збирати ягоди, фрукти і овочі, а також молоко, шашлик, квітка або джойстик NES, ми відновлюємо шкалу «часу», яка витрачається незалежно від того, отримував збиток гравець або нема. Але навіть незважаючи на це, зіткнення з ворогом означає миттєву втрату життя. Крім фруктів, на рівнях також розкидані великі яйця, в яких знаходяться різні предмети—  «їздові» динозаври, ключі, що ведуть у бонусний етап, молоко, квітка і предмети зброї (томагавк і бумеранг). Яйця можуть бути невидимими, але якщо використовувати зброю або атаку динозаврів, можна зрозуміти, в якому місці яйце знаходиться. Зробити його видимим необхідно стрибком з того місця, де ховається яйце. Також яйця падають, коли вбити ворону. У самих яйцях також часом трапляються: бджола (з логотипа Hudson Soft), яка дозволяє протягом 8 секунд бути абсолютно невразливим; п'явка, подібна на фіолетовий баклажан, яка на 8 секунд притягується до героя і витрачає його шкалу часу з подвоєною швидкістю; годинник, котрі на 8 секунд спиняють всіх ворогів, включаючи багаття і падали з пальм кокоси.
Гра заснована на движку попередньої частини, тому сильно на неї схожа як зовні, так і по геймплею. Деякі звуки і музика були взяті з приквела. Назви рівнів на мапі, на відміну від попередньої частини, не підписані. Однак, додані нові (корабель, піраміда, скелет динозавра, водоспад, джунглі).
Гравець тепер може лягти, натиснувши кнопку вниз, це допоможе ухилитися від атак і стріляти з бумеранга у ворогів, які нижче Хіґінса по зростанню і в камені. Лічильник життів двозначний - тепер можна зібрати більше 9 життів. З правого боку з'явився лічильник фруктів. Зібравши 100 фруктів по ходу гри, гравець отримує 1 екстра-життя, також вона додається за кожні 20000 очок (за один фрукт додається 1 стовпчик енергії, за молоко, шашлик, квітка або джойстик - повна шкала). Життя також ховаються в яйцях на бонусних рівнях або в каменях.
З'явилася нова зброя, сильніша, ніж томагавк, але злегка менш зручне - це бумеранг. Коли гравець кидає його вперед, бумеранг вертається назад, зробивши петлю наверх, тим самим під час польоту він може вразити кілька ворогів разом. Знищує камені і ворогів які забиваються з двох влучень. Також його можна запускати вгору, вбиваючи ворогів, розміщених на рівень вище (на пальмові кокоси не поширюється).
У гру також доданий такий предмет, як кристал, його можна вибрати тільки в інвентарі. Кристал можливо отримати двома способами: зібрати всі фрукти на бонусних рівнях, з хвилями або пружинами або в одній з печер або водоспаду знайти потаємний хід і забрати його там. Кристал захищає гравця від одного удару.
Також в гру доданий новий Трьохрогий динозавр. На відміну від попередньої частини, в боях з босом стало можливим боротися верхом на динозаври-супутнику, не сходячи з нього.

### Динозаври-супутники
У грі присутній 5 динозаврів-супутників. Відповідність мастей карт і динозаврів-супутників, а також їх докладний опис:
| Карта (масть) | Динозавр            | Особливості                                                                              |
| ------------- | ------------------- | ---------------------------------------------------------------------------------------- |
| Піки ♠        | Червоний динозавр   | Дихає вогнем, здатний плавати в лаві                                                     |
| Черви ♥       | Синій динозавр      | Стріляє зірками з хвоста, не ковзає по льоду                                             |
| Трефи ♣       | Літаючий динозавр   | Переміщує героя по повітрю, скидає камені вниз                                           |
| Бубни ♦       | Водний динозавр     | Немає свого атаки, швидко плаває, єдиний з усіх динозаврів, який може знаходитися у воді |
| Джокер ★      | Трьохрогий динозавр | Атакує обертанням безпосередньо при зіткненні з ворогом, не тоне в хиткі пісках          |